# Henrique XXX de Reuss
Henrique XXX de Reuss-Köstritz (em alemão: Heinrich XXX Reuß zu Köstritz; Kowary, 25 de novembro de 1864 – Idem, 23 de março de 1939) foi um oficial militar alemão e Príncipe da Linha Júnior da soberana Casa de Reuss.

## Biografia
Terceiro filho de Henrique IX, Príncipe Reuss da Linha Júnior, e da Baronesa Anna Marie Wilhelmine Helene von Zedlitz und Leipe. Seus irmãos mais velhos eram Henrique XXVI, Príncipe Reuss da Linha Júnior e Maria Clementina de Reuss-Köstritz. Durante sua infância, ele viveu no Castelo de Neuhoff, propriedade de seus pais.
Como era comum entre os príncipes alemães de sua época, ele seguiu carreira militar, neste caso no Exército Prussiano. Na família ele era conhecido como "Haz".

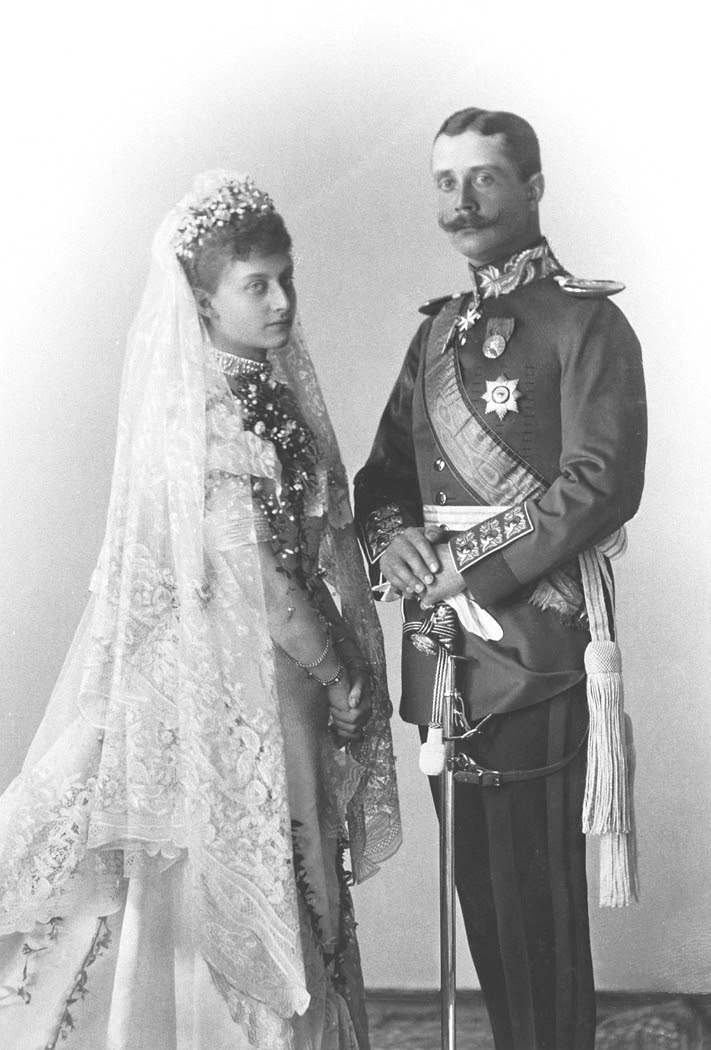
Teodora e Henrique no dia de casamento, em 1898.

Em 26 de setembro de 1898, em Breslau, ele casou-se com a Princesa Teodora de Saxe-Meiningen. Ela era filha do Príncipe Bernardo de Saxe-Meiningen (futuro Duque reinante de Saxe-Meiningen) e da Princesa Carlota da Prússia, filha do Imperador Frederico III da Alemanha e Vitória, Princesa Real do Reino Unido. Sua avó, a Rainha Vitória, foi representada na cerimônia por Sir Frank Lascelles e enviou à sua bisneta um xale indiano como presente. O tio de Teodora, o Imperador Guilherme II da Alemanha, e sua esposa Augusta Vitória, enviaram um serviço de mesa para 24 pessoas.
O casal não teve filhos. A mãe de Teodora, a Princesa Carlota, contou à família que Henrique lhe tinha transmitido uma doença venérea, uma acusação que Teodora negou furiosamente. Carlota pediu à filha para deixar o seu médico pessoal examiná-la e, quando Teodora recusou, a sua mãe afirmou que essa decisão só mostrava que ela tinha razão. Em reação, Teodora recusou-se a entrar em casa da mãe e queixou-se das atitudes "inacreditáveis" dela a outros membros da família. Houve especulação sobre uma gravidez em 1900 e, se um filho nascesse, se ele seria conhecido como Henrique I (referindo-se ao século XX ) ou XLVI (seguindo a numeração do século XIX).

## Título e honras

### Título
- 25 de novembro de 1864 – 23 de março de 1939: Sua Alteza Sereníssima o Príncipe Henrique XXX de Reuss da Linha Júnior[7]

### Honras
- Cavaleiro da Ordem de Malta[7]
- 1907:  Cavaleiro da Ordem da Águia Vermelha (Primeira Classe)[8]